# Bruszturjanka
A Bruszturjanka (más néven Teresulka, Brusztura, Bruszturjanka, Bruszturanka, Taracka, Tereszulka, ukránul: Брустурянка [Bruszturjanka]) folyó Kárpátalján, a Tarac bal oldali forrásága. Hossza 15 km, vízgyűjtő területe 340 km². Esése 12 ‰.
A Máramarosi-Verhovinán, a Turbát-patak és a Bertyanka összefolyásából jön létre. Dél-délnyugati, majd délkeleti irányban folyik. Királymezőn torkollik a Taracba.

## Települések a folyó mentén
- Brusztura (Лопухів)
- Királymező (Усть-Чорна)

## Mellékvizek
Jelentősebb mellékvizei (zárójelben a torkolattól mért távolság):
- Bisztrik (bal part)
- Jablonica (bal part, 3,6 km)
- Bertyanka (jobb forráság, jobb part, 15 km)
- Turbát-patak (bal forráság, bal part, 15 km)